# Ronaldo Camará
Ronaldo Camará (Bissau, 5 gennaio 2003) è un calciatore guineense con cittadinanza portoghese, centrocampista del Braunsbedra.

## Carriera

### Club
Il 10 gennaio 2019 ha firmato il suo primo contratto professionistico con il Benfica. Ha debuttato con la squadra B il 16 febbraio 2020 in un incontro di Segunda Liga vinto 2-0 contro il Cova da Piedade.
Il 31 gennaio 2022 il Monza ha annunciato l'acquisto del giocatore per la propria squadra Primavera.
Il 31 gennaio 2023 è tornato in Portogallo firmando con la Feirense.

### Nazionale
Nato in Guinea-Bissau, ha giocato nelle nazionali giovanili del Portogallo. Nel settembre del 2023 è stato convocato dalla nazionale guineense per alcuni incontri per le qualificazioni alla Coppa delle nazioni africane 2023.

## Statistiche

### Presenze e reti nei club
Statistiche aggiornate al 20 settembre 2023.
| Stagione         | Squadra          | Campionato       | Campionato | Campionato | Coppe nazionali | Coppe nazionali | Coppe nazionali | Coppe continentali | Coppe continentali | Coppe continentali | Altre coppe | Altre coppe | Altre coppe | Totale | Totale | Totale |
| Stagione         | Squadra          | Comp             | Pres       | Reti       | Comp            | Pres            | Reti            | Comp               | Pres               | Reti               | Comp        | Pres        | Reti        | Pres   | Reti   |        |
| ---------------- | ---------------- | ---------------- | ---------- | ---------- | --------------- | --------------- | --------------- | ------------------ | ------------------ | ------------------ | ----------- | ----------- | ----------- | ------ | ------ | ------ |
| 2019-2020        | Benfica B        | SL               | 2          | 0          | -               | -               | -               | -                  | -                  | -                  | -           | -           | -           | 2      | 0      |        |
| 2020-2021        | Benfica B        | SL               | 12         | 2          | -               | -               | -               | -                  | -                  | -                  | -           | -           | -           | 12     | 2      |        |
| 2021-gen. 2022   | Benfica B        | SL               | 11         | 0          | -               | -               | -               | -                  | -                  | -                  | -           | -           | -           | 11     | 0      |        |
| Totale Benfica B | Totale Benfica B | Totale Benfica B | 25         | 2          |                 | -               | -               |                    | -                  | -                  |             | -           | -           | 25     | 2      |        |
| gen.-giu. 2023   | Feirense         | SL               | 6          | 0          | CP+CdL          | 0               | 0               | -                  | -                  | -                  | -           | -           | -           | 6      | 0      |        |
| 2023-2024        | Feirense         | SL               | 0          | 0          | CP+CdL          | 1+1             | 0               | -                  | -                  | -                  | -           | -           | -           | 2      | 0      |        |
| Totale Feirense  | Totale Feirense  | Totale Feirense  | 6          | 0          |                 | 2               | 0               |                    | -                  | -                  |             | -           | -           | 8      | 0      |        |
| Totale carriera  | Totale carriera  | Totale carriera  | 31         | 2          |                 | 2               | 0               |                    | -                  | -                  |             | -           | -           | 33     | 2      |        |

### Cronologia presenze e reti in nazionale
| Cronologia completa delle presenze e delle reti in nazionale ― Guinea-Bissau | Cronologia completa delle presenze e delle reti in nazionale ― Guinea-Bissau | Cronologia completa delle presenze e delle reti in nazionale ― Guinea-Bissau | Cronologia completa delle presenze e delle reti in nazionale ― Guinea-Bissau | Cronologia completa delle presenze e delle reti in nazionale ― Guinea-Bissau | Cronologia completa delle presenze e delle reti in nazionale ― Guinea-Bissau | Cronologia completa delle presenze e delle reti in nazionale ― Guinea-Bissau | Cronologia completa delle presenze e delle reti in nazionale ― Guinea-Bissau |
| Data                                                                         | Città                                                                        | In casa                                                                      | Risultato                                                                    | Ospiti                                                                       | Competizione                                                                 | Reti                                                                         | Note                                                                         |
| ---------------------------------------------------------------------------- | ---------------------------------------------------------------------------- | ---------------------------------------------------------------------------- | ---------------------------------------------------------------------------- | ---------------------------------------------------------------------------- | ---------------------------------------------------------------------------- | ---------------------------------------------------------------------------- | ---------------------------------------------------------------------------- |
| 11-9-2023                                                                    | Bissau                                                                       | Guinea-Bissau                                                                | 2 – 1                                                                        | Sierra Leone                                                                 | Qual. Coppa d'Africa 2023                                                    | -                                                                            | 90+3’                                                                        |
| 13-10-2023                                                                   | Setúbal                                                                      | Guinea                                                                       | 1 – 0                                                                        | Guinea-Bissau                                                                | Amichevole                                                                   | -                                                                            |                                                                              |
| Totale                                                                       |                                                                              | Presenze                                                                     | 2                                                                            |                                                                              | Reti                                                                         | 0                                                                            |                                                                              |